# ساباس
ساباس (درگذشته ۳۳۳ پ. م) ساتراپ مصر هخامنشی در دوران سلطنت داریوش سوم بود.

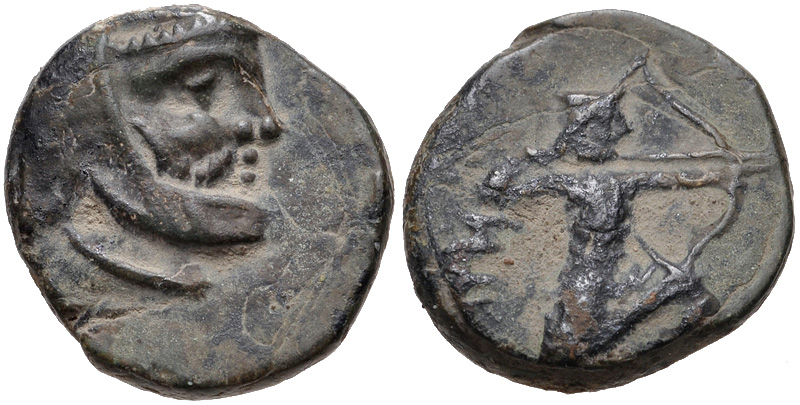
سکه ساتراپ ساباس، ضرب ۳۳۵–۳۳۳ پ. م

مدتی قبل از نبرد ایسوس، ساباس با ارتش خود مصر را ترک کرد تا به داریوش سوم در سوریه بپیوندد و از او در نبرد با اسکندر مقدونی حمایت کند. هنگامی که نبرد ایسوس روی داد (نوامبر ۳۳۳ پیش از میلاد)، اسکندر و سوارانش از میان سربازان دشمن جنگیدند تا اینکه در مجاورت داریوش قرار گرفتند و بدین ترتیب جان او در خطر بود. شاه ایران توسط نجیب ترین ایرانیان، از جمله ساباس محافظت می‌شد که در راه دفاع از او کشته شد.